# Polyrhachis modesta
Polyrhachis modesta är en myrart som beskrevs av Smith 1857. Polyrhachis modesta ingår i släktet Polyrhachis och familjen myror. Inga underarter finns listade i Catalogue of Life.